# Guenrouet
 Guenrouet  es una población y comuna francesa, situada en la región de Países del Loira, departamento de Loira Atlántico, en el distrito de Saint-Nazaire y cantón de Saint-Gildas-des-Bois.

## Demografía
| 2614 | 2368 | 2156 | 2270 | 2383 | 2408 |
| Para los censos de 1962 a 1999 la población legal corresponde a la población sin duplicidades (Fuente: INSEE [Consultar]) |      |      |      |      |      |